# امیر عالم‌خان
محمد امیر عالم‌خان (۳ ژانویه ۱۸۸۰ – ۲۸ آوریل ۱۹۴۴) هفتمین و آخرین امیر بخارا از دودمان منغیت بود که پیش از چیرگی کامل حکومت اتحاد جماهیر شوروی بر فرارود به مدت نزدیک به ۱۰ سال حکومت کرد. دلیل عالم‌خان خوانده‌ شدن او، درس خواندنش در دانشگاه استراسبورگ در فرانسه و تحصیل کرده بودنش عنوان شده است. با وجود اینکه از سال ۱۸۷۳ میلادی خانات بخارا تحت‌الحمایهٔ امپراتوری روسیه قرار گرفته بود، امیر در ادارهٔ امور داخلی آزادی عمل داشت و نظام سلطنت مطلقه برقرار بود.

## تولد و اوایل زندگی
امیر عالم‌خان با نام اصلی سید محمد منغیت در ۳ ژانویه ۱۸۸۰ در بخارا به دنیا آمد. نسب او را سید عالم‌خان بن سید عبدالاحد خان بن سید مظفرخان بن سید نصرالله خان بن سید سعید حیدرخان بن شاه مراد غازی بن امیر دانیال خان گفته‌اند. او بخارایی (ازبک) بود. از طرفی، دخترش شکریه رعد عالمی خود را اینگونه معرفی می‌کند: «من خود را یک دختر تاجیک دور از وطن احساس می‌کنم.» از این می‌توان این چنین نتیجه گرفت که امیر عالم‌خان واپسین امیر بخارا مانند بسیاری از امیران دیگر بخارا و سمرقند از نجیب‌زادگان خراسان و تاجیک بوده است.
عالم‌خان در سیزده سالگی توسط پدرش امیر عبدالاحد خان به‌مدت سه سال به سنت پترزبورگ فرستاده شد تا در فنون حکومتی و نظامی مدرن تحصیل کند. او در سال ۱۸۹۶، با دریافت تاییدیه رسمی به‌عنوان «ولیعهد بخارا» توسط دولت روسیه، به بخارا بازگشت.

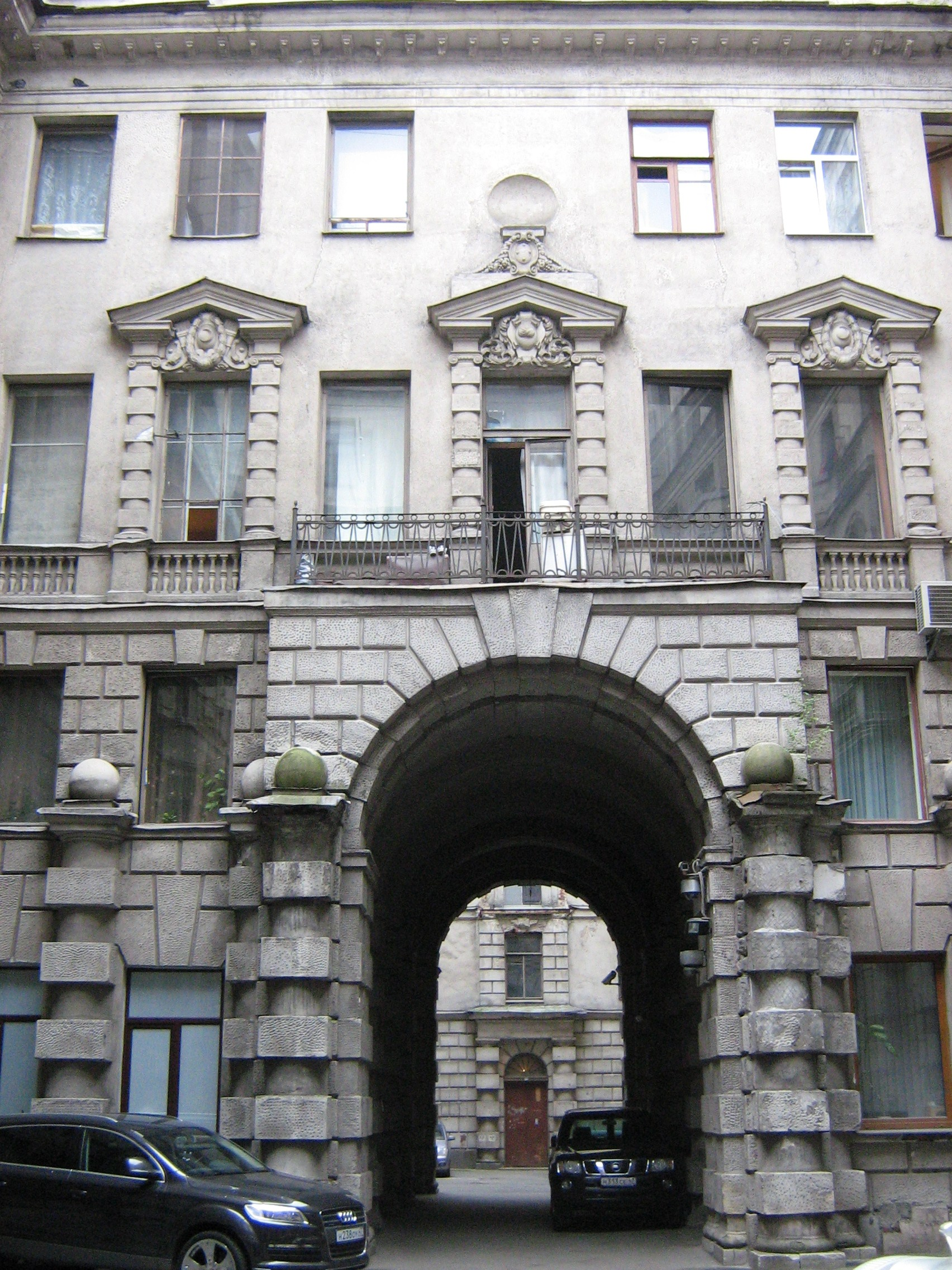
خانه‌ای که امیر عالم‌خان در زمان تحصیل در سنت پترزبورگ در آن زندگی می‌کرد.

او پس از دو سال اقامت در بخارا و کمک به پدرش در ادارهٔ امارت، برای دوازده سال به عنوان فرماندار منطقه ناسف منصوب شد. سپس به استان شمالی کارمانا فرستاده شد و دو سال دیگر بر آنجا حکومت کرد تا اینکه در سال ۱۹۱۰ خبر مرگ پدرش را دریافت کرد.

## حکومت
امیر عالم‌خان در اوایل سال ۱۹۱۱ به بخارا رسید و در زادروز ۳۱ سالگی‌اش رسماً هفتمین امیر امارت بخارا شد. در آغاز حکومت عالم‌خان نشانه‌های امیدوارکننده‌ای از اصلاحات دیده می‌شد. او در ابتدا سنت اهدای هدایای شخصی به امیر را مردود کرد و تمام مقامات را از رشوه‌گیری و وضع مالیات‌های غیرمجاز منع کرد. با این حال، با گذشت زمان تغییراتی در رویکرد او به مسائلی مانند رشوه، مالیات و حقوق دولتی ایجاد شد. عالم‌خان به‌رغم روحیهٔ شرقی و مستبدانه‌اش، مردی باسواد، تحصیل‌کرده و فاضل بود و به مطالعه بسیار علاقه داشت. به زبان فارسی که زبان رسمی دولت او و همهٔ دودمان مغنتیان در درازای تاریخ بود، بسیار علاقمند و پایبند بود و به بخارا عشق می‌ورزید.
در دورهٔ او جنگ‌های قدرتی بین سنت‌گرایان و اصلاح‌طلبان درگرفت که او توانست همه را سرکوب کند و کشمکش‌ها با کنترل سنت‌گرایان و پناه‌بردن اصلاح‌طلبان به مسکو یا کازان به پایان رسید. برخی از مورخان معتقدند که عالم‌خان که در ابتدا از مدرنیته و اصلاحات حمایت می‌کرد، احتمالاً متوجه شده بود که اهداف نهایی اصلاح‌طلب‌ها در واقع او و فرزندانش را از حکومت در آینده محروم می‌کند. عالم‌خان هم مانند اسلاف خود یک حاکم سنتی بود و ایده اصلاحات را به عنوان ابزاری برای حفظ حمایت روحانیون و تا زمانی که استفاده از آن به تقویت حکومتش کمک کند در نظر داشت.
او از روشنفکران نوگرای آن روزگار که «جدیدی‌» نامیده می‌شدند و فارغ‌التحصیل امپراتوری عثمانی بودند، دل خوشی نداشت و به آن‌ها بدبین بود و آن‌ها را عوامل دولت عثمانی می‌دانست و عقیده داشت که آن‌ها به چیزی کمتر از براندازی امیرنشین بخارا تن نمی‌دهند. تاریخ بعدها درستی دیدگاه او را به اثبات رساند. با وجود تحت‌الحمایة بودن امارت بخارا در آن زمان، امیر عالم‌خان در امور داخلی امارت مستقل بود تا سال ۱۹۲۰ به‌مدت ۱۰ سال حکومت کرد. روزنامهٔ فارسی‌زبان بخارای شریف در زمان زمامداری او تعطیل شد.
او در دوران امارت خود در بخارا، سه پسر به نام‌های: سلطان مراد، شاه مراد و رحیم و پسری نیز به نام قاسم داشت که توسط بلشویک‌ها کشته شد. قاسم تنها یک پسر بنام اکبر داشت که وقتی ۱۳ ساله بود با پدرخوانده خود (با نام محسن جاویدی) از بخارا به مشهد مهاجرت کرد.

## جنگ با شوروی و ترک بخارا و خانواده
در مارس ۱۹۱۸، فعالان جنبش جوان‌بخاراییان ( به ازبکی: Yosh Buxoroliklar) به بلشویک‌ها اطلاع دادند که بخارایی‌ها برای انقلاب آماده هستند و مردم در انتظار رهایی از امارت‌اند. بعد از این خبر ارتش سرخ به سوی دروازه‌های بخارا حرکت کرد و از امیر عالم‌خان خواست که شهر را به جوان بخاراییان تسلیم کند. آن‌گونه که منابع روسی گزارش می‌دهند، عالم‌خان مخالفت کرد و در واکنش به این اقدام، هیئت بلشویکی را به همراه چند صد نفر از حامیان روسی بلشویک‌ها در بخارا و مناطق اطراف آن به قتل رساند. بیشتر مردم بخارا نیز از تهاجم بلشویک‌ها حمایت نکردند و ارتش نامجهز شکست‌خورده بلشویکی به پایگاه شوروی در تاشکند گریخت.
در ۲ سپتامبر ۱۹۲۰ میلادی نیروهای ارتش سرخ شوروی به فرماندهی ژنرال میخائیل فرونزه و این‌بار با ارتشی بسیار بزرگ‌تر و مجهز‌تر، دوباره به بخارا حمله کردند. پس از چهار روز نبرد، ارگ امیر ویران شد و پرچم ارتش سرخ برفراز مناره کلان به اهتزاز درآمد. با توجه به اینکه در اواخر اوت ۱۹۲۰ ارتش سرخ به‌سرعت درحال محاصره و هجوم به بخارا بود، عالم‌خان با خانواده و برخی از اطرافیانش به‌طور ناگهانی اقدام به ترک بخارا نمود و به دوشنبه و از آنجا به کابل رفت. به دلایل نامعلومی، سه پسر خردسال وی که حدوداً ۸ تا ۱۰ ساله (به گفتهٔ برخی منابع ۴ تا ۶ ساله) بودند یعنی سلطان مراد، شاه مراد و رحیم‌‌خان در بخارا ماندند. پس از تصرف بخارا، بلشویک‌ها آن‌ها را شناسایی کردند و ابتدا می‌خواستند آن‌ها را به همراه چند نفر باقی‌مانده از خانواده و نزدیکان امیر تیرباران کنند؛ اما از قتل آن‌ها خودداری نمودند تا تبلیغات بیشتری به نفع خود انجام دهند. و هر سه را برای تحصیل در یتیم‌خانه‌ای که برای یتیمان بلشویک‌ها و سربازان ارتش سرخ ایجاد شده بود، به مسکو فرستادند. عالم‌خان از بلشویک‌ها و جامعه جهانی درخواست کرد تا فرزندان و سایر اعضای خانواده‌اش که در بخارا باقی مانده بودند را نزد او به افغانستان بیاورند؛ اما بلشویک‌ها این درخواست را نپذیرفتند و در واقع آن‌ها را برای اهداف سیاسی و ایدئولوژیک گروگان گرفتند.

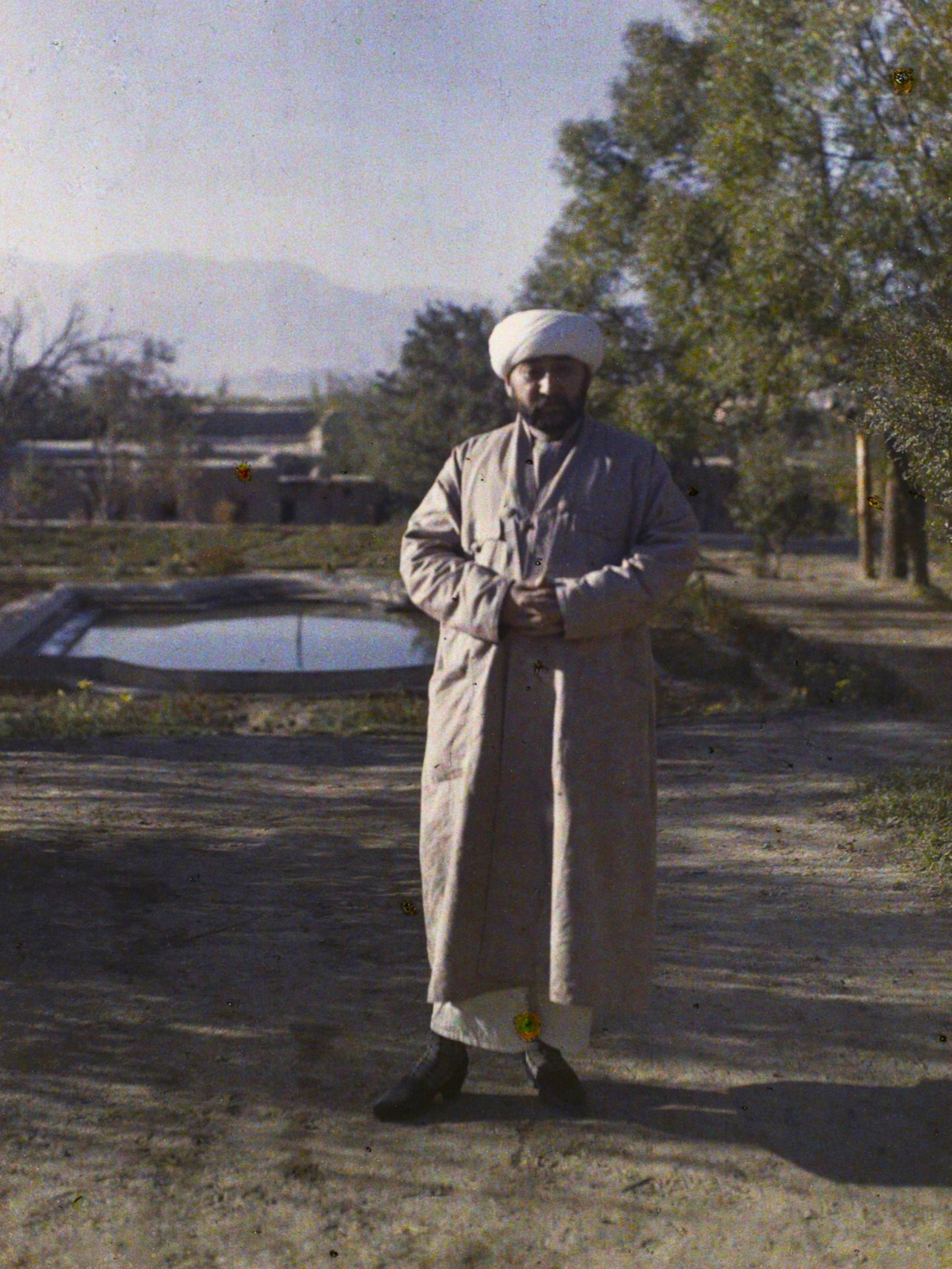
تصویری از امیر عالم‌خان در دوران تبعید در افغانستان که توسط فردریک گادمر در سال ۱۹۲۸ گرفته شده‌است.

عالم‌خان در سال‌های پناهندگی در افغانستان افزون‌بر ارتباط با باسماچیان و رهبری صوری آن‌ها، خاطرات خود را به نام تاریخ حزن‌الملل بخارا به زبان فارسی در سال ۱۹۲۱ منتشر کرد. او در این کتاب بر پیشینهٔ آریایی مردمان بخارا و فرارودان و بخش بزرگی از آسیای میانه تأکید کرده‌است. این کتاب بعدها با کوشش محمد اکبر عشیق کابلی در سال ۱۹۹۰ در پیشاور بازچاپ شد.

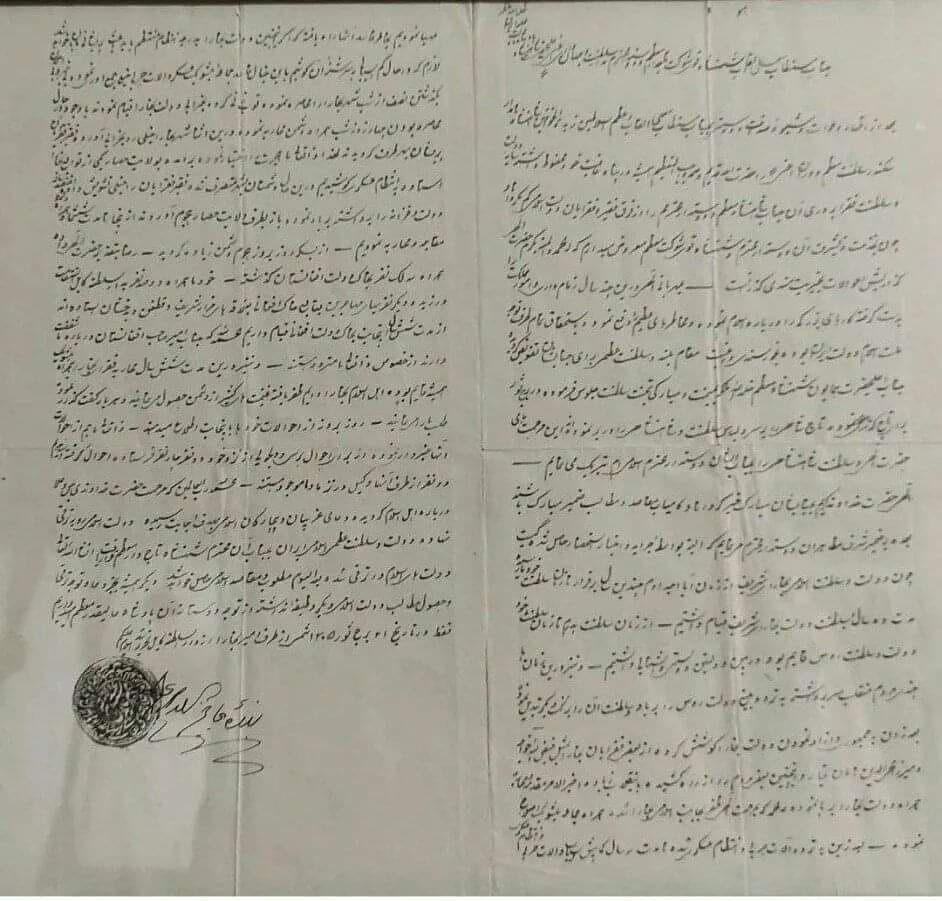
نامه امیر عالم‌خان از کابل به رضا شاه

او در همان اثنا و در جریان تاجگذاری رضا شاه، بنیان‌گذار ایران پهلوی، نامه‌ای به او نوشت و ضمن تبریک تاجگذاری وی بر پیشینهٔ ایرانی حکومت و دودمان مغنیتیان و مردمان بخارا تأکید کرد. این احتمال وجود دارد که عالم‌خان در همان ایام کابل را ترک کرده و به ایران آمده باشد‌. باید در نظر بگیریم که وی از بابت آن که می‌دانست امان‌الله‌ شاه پادشاه افغانستان بابت حضور او در کابل ملاحظاتی با شوروی‌ها دارد و هر آن این احتمال می‌رود که پادشاه افغانستان او را تحویل آن‌ها دهد، بسیار اندیشناک بوده‌است. از این‌رو می‌توان حدس زد که او با هماهنگی و یا بدون هماهنگی دولت ایران در پایانه‌های عمر به ایران گریخته و به‌صورت ناشناس در مشهد ساکن شده‌است. هرچند این گمانه‌زنی‌ها به بررسی‌های بسیار دقیق‌تر نیاز دارد.
تعداد دقیق فرزندان امیر عالم‌خان مشخص نیست. او سه همسر رسمی در بخارا داشت؛ اما پس از استقرار در افغانستان، مردم آنجا با او محترم بودند و بسیاری دختران خود را به او دادند. از این رو چندین همسر دیگر نیز در افغانستان داشت. بر اساس برخی تخمین‌ها، فرزندان عالم‌خان حدود ۵۰۰ نفر بودند که به جز تعداد کمی، تقریباً همه فرزندان او در سال های آخر عمر با او بودند.
پس از یک‌دهه از جریان سقوط امارت مغنیت، ده‌ها هزار ترک و فارسی‌زبان مسلمان و همچنین گروه بزرگی از یهودیان فارسی‌زبان بخارایی از امارت بخارا و بعدتر، پس از تصرف ایالت‌های همجوار قوقند و خیوه از سوی نیروهای بلشویک، از آنجا فرار کردند. این مهاجران بعدها تاثیرات زیادی در پیشرفت‌های اقتصادی افغانستان گذاشتند.

## درگذشت
بنا بر روایت غالب، امیر عالم‌خان پس از ۲۳ سال ترک وطن و زندگی در افغانستان، در حضور آخرین همسر و فرزندانش در ۲۹ آوریل ۱۹۴۴ میلادی (برابر با شنبه ۹ ثور ۱۳۲۳ شمسی و پنجم جمادی‌الاول ۱۳۶۳ هجری) در کابل چشم از جهان فروبست و در گورستان شهدای صالحین به خاک سپرده شد. همچنان مدفن یکی از همسران امیر به اسم نظیره در جوار آرامگاه او می‌باشد.

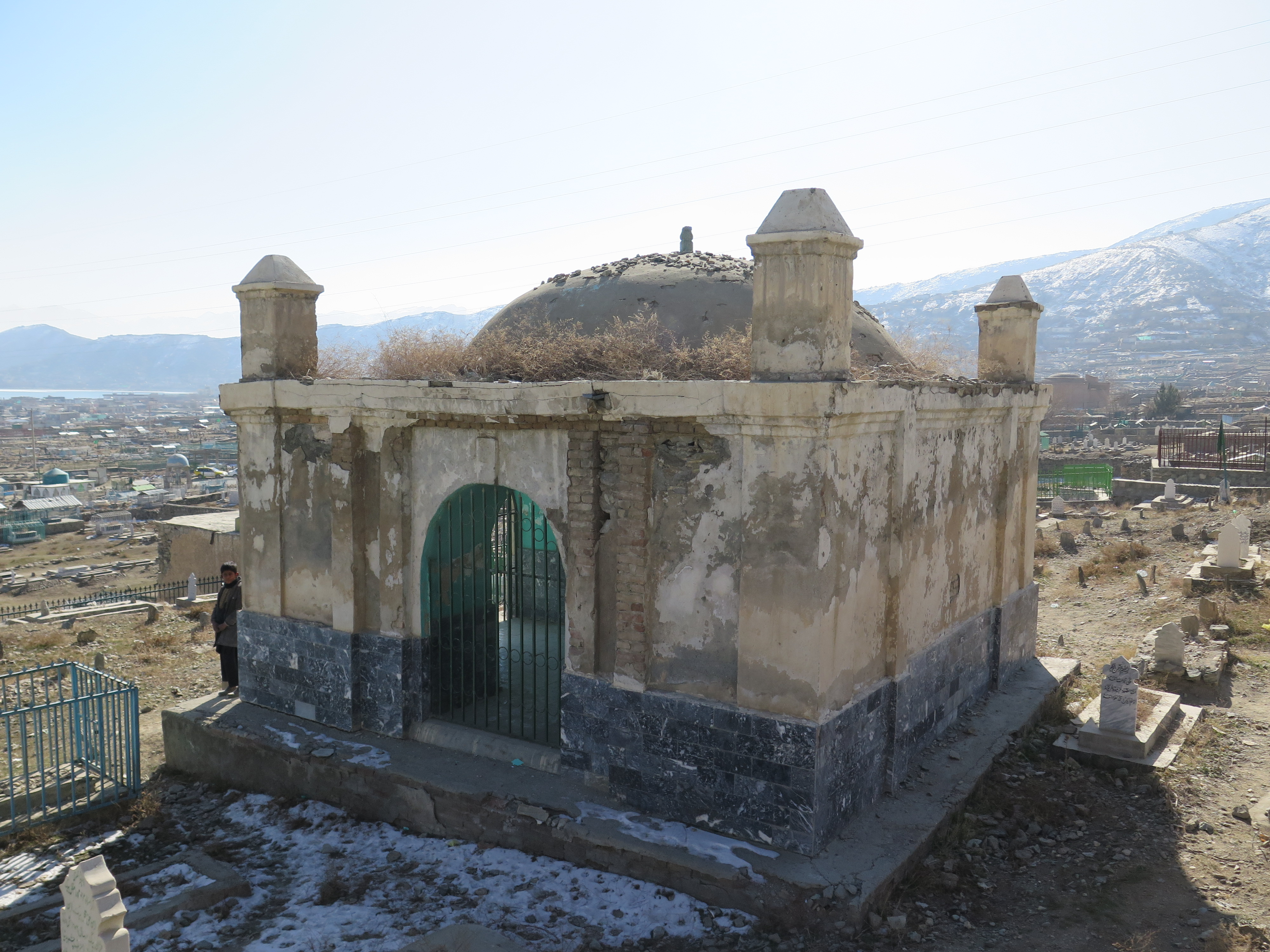
محل دفن منسوب به امیر عالم‌خان در گورستان شهدای صالحین، کابل، افغانستان.

اگرچه نسرین غفاریان، نوهٔ عالم‌خان، از غلط بودن این موضوع آگاهی می‌دهد و می‌گوید که او از راه کولاب و کابل به مشهد آمد و با نام خانوادگی «غفاریان تربتی مجاور» شناسنامه ایرانی گرفت و تا پایان زندگی‌اش در مشهد ماند و در همین شهر هم به خاک سپرده شد. وی دلیل برگزیدن پسوند «تربتی مجاور» را زندگی در مجاورت تربت علی بن موسی‌الرضا عنوان می‌کند.
هنگامی که اکبر، نوهٔ عالم‌خان به ایران آمد، خود را «حسین بخارایی» نامید. او با بی‌بی میمنت محسن‌الحسینی در مشهد ازدواج کرد و صاحب ۶ پسر و ۴ دختر شدند. حسین بخارایی در سال ۱۹۹۳ درگذشت. فرزندان آنها (حسن، لعبا، علی، نرگس، قاسم، رضا، فاطمه، محمد، محمود و محبوبه) همه در مشهد زندگی می‌کنند.
در سال ۲۰۲۰، بی‌بی‌سی مستندی بنام بخارا ساخت که در آن به سرنوشت خانواده امیر عالم‌خان اشاره شد.

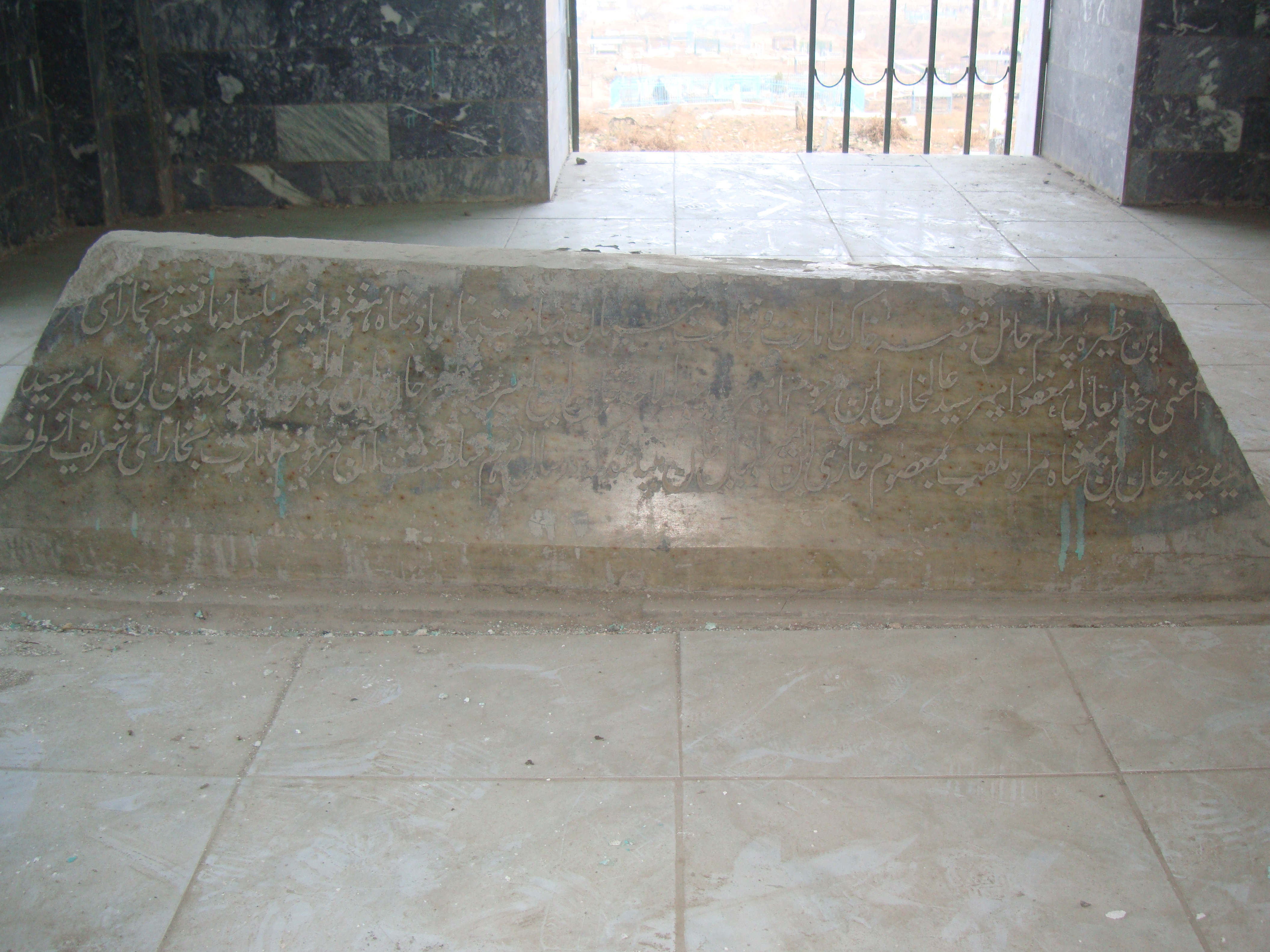
سنگ مزار منتسب به امیر عالم‌خان

قطعهٔ زیر در رثای امیر عالم‌خان روی لوحی سنگی حک و در دیوار اتاقک آرامگاه وی نصب گردیده است. گمان می‌رود این قطعه اثر خامه عبدالحق بیتاب باشد:
| این مزار شاه بخاراست      |  | پادشاهی که بود عالیشأن     |
| نام اصلش سید امیر عالم    |  | شهرتش را جنابعالی دان      |
| در زمانی که از تجاوز غیر  |  | گشت آتش تمام آ...ان        |
| چارهٔ خود ندید جز هجرت     |  | شد مهاجر به خطه افغان      |
| در پذیرایش کمر بستند      |  | قوم مهمان نواز از دل جان   |
| بیست سه سال باقیمانده عمر |  | برد اینجا به سر به عزت شأن |
| پنج ماه جمادی الاول       |  | آخر از حکم حضرت یزدان      |
| رخت بربست زین سرای سپنج   |  | باد یا رب نصیب او غفران    |
| گفت بیتاب سال رحلت وی     |  | جای او در ریاض پاک جنان    |

## عاقبت فرزندان
سلطان مراد پسر ارشد امیر عالم‌خان در اتحاد جماهیر شوروی ماند و ازدواج کرد. وی از بدو تولد دارای معلولیت بود. او از دانشکدهٔ کار فارغ‌التحصیل شد و پس از فارغ‌التحصیلی در یک کارخانهٔ معلولان شروع به کار کرد. بر اساس برخی گزارش‌ها او انگلیسی صحبت می‌کرد. پس از مدتی سلطان مراد توسط کمیساریای خلق در امور داخلی (مخفف به انگلیسی: NKVD، مخفف به روسی: НКВД) دستگیر و «دشمن مردم» اعلام شد. از جمله اتهامات وی، همکاری با سرویس اطلاعات بریتانیا بود. سلطان مراد پس از دستگیری دست به اعتصاب غذا زد و به احتمال زیاد از ضعف جان سپرد. همسرش در آن زمان در یک کارخانهٔ صابون‌سازی کار می‌کرد و بر اساس برخی گزارش‌ها، با اطلاع از مرگ شوهرش، خود را در دیگچهٔ صابون در حال جوش انداخت.
پیش از آغاز جنگ جهانی دوم، پسر کوچک امیر عالم‌خان، یعنی رحیم خان، سعی کرد از کشور فرار کند؛ اما دقیقاً در مرز شوروی و افغانستان توسط مرزبانان شوروی بازداشت شد. به گفتهٔ برخی منابع، او در قلمرو جمهوری شوروی سوسیالیستی ازبکستان درست در رودخانهٔ آمو، که اتحاد جماهیر شوروی و افغانستان را از هم جدا می‌کرد، بازداشت شد. به گفتهٔ منابع دیگر، او در قلمرو جمهوری شوروی سوسیالیستی ترکمنستان بازداشت شد. جایی که مرز بین اتحاد جماهیر شوروی و افغانستان در امتداد بلندی‌ها و تپه‌ها قرار دارند. پس از آن حکم اعدام برای او خوانده شد و توسط NKVD تیرباران شد.
شاه‌مراد فرزند میانی نیز به همراه برادرانش در یتیم‌خانهٔ مسکو بود؛ اما در سال ۱۹۲۲ میلادی به همراه چند جوان بخارایی از سوی مقامات جمهوری شوروی خلق بخارا برای تحصیل در آلمان به عنوان بخشی از آموزش جوانان جدید فرستاده شد. به دلیل ملاحظات ایدئولوژیک، نام جدید «علیموف شاه مرادوویچ» (طبق منابع دیگر «شاه‌مراد عالم‌خانوف») به او داده شد. پس از بازگشت از تحصیل، به زبان آلمانی مسلط شده بود. او همچنین در مؤسسهٔ صنعت زغال‌سنگ تحصیل کرد. به گفتهٔ حیدر یوسفوف، همکلاسی شاه‌مراد، او آرزو داشت در ارتش خدمت کند. اما به دلایل عقیدتی نتوانست در مدرسهٔ نظامی پذیرفته شود؛ زیرا او «پسر دشمن مردم» بود. پس از آن به توصیهٔ دوستان و آشنایان تصمیم گرفت پدرش را انکار کند. در سال ۱۹۳۰م (یا ۱۹۲۹) از طریق روزنامه ایزوستیا نامه‌ای سرگشاده به پدرش عالم‌خان نوشت و فرزند او بودن را انکار کرد و او و قدرتش را به گناهان بزرگ متهم کرد. بر اساس برخی گزارش‌ها، این کار توسط NKVD ترتیب داده شده و از طریق دوستانی که از مخبران این سرویس ویژه بودند، شاه‌ مراد وادار به چنین اقدامی شد. پس از آن او در آکادمی مهندسی نظامی مسکو به نام «В. В. Куйбышева» پذیرفته شد. پس از فارغ‌التحصیلی به تدریس در همان دانشکده پرداخت. او در ارتش سرخ خدمت کرد و بعدها به درجهٔ سرلشکری ارتقا یافت. وی در جنگ جهانی دوم هم شرکت کرد و یک پای خود را از دست داد. نشان پرچم سرخ را دریافت کرد و پس از پایان جنگ، دوباره به تدریس در آکادمی مهندسی نظامی مسکو ادامه داد. او نیز متأهل بود و نام همسرش لیدیا میخایلونا بود. در خاطرات یکی از معاصران شاه‌مراد آمده است: «وقتی شاه‌مراد با همسرش لیدیا میخایلونا به دیدار ما آمد، پس از نوشیدن مشروب به یاد پدر و مادرش افتاد و گریه کرد.» بسیاری از آشنایان و دوستان شاه‌مراد از اصل و نسب او اطلاعی نداشتند و او از گذشته خود فقط برای دوستان نزدیکش تعریف می‌کرد. او در سال ۱۹۸۵ در مسکو و در سن ۷۵ سالگی درگذشت.
در مقاله‌ای که در شبکهٔ تحلیلگران افغانستان نشر گردیده، سه فرزند که نام‌هایشان شکریه رعد عالمی، سید امیرخان عالمی و سید اکبر عالمی می‌باشد مربوط به همسر آخر امیر عالم‌خان ( همسرش از منطقهٔ حصار که آن زمان بخشی از بخارا بود و عالم خان با وی در کابل ازدواج نمود) می‌باشد. همسرش تا اشغال افغانستان توسط شوروی در سال ۱۹۸۰ در افغانستان زندگی می‌کرد. شکریه رعد عالمی، جوان‌ترین دختر امیر در کابل می‌زیست و به‌عنوان گوینده در رادیو کابل کار می‌کرد. سه ماه پس از تهاجم شوروی به افغانستان، شکریه با خانواده‌اش به پاکستان مهاجرت کرد و از آنجا به آلمان سپس به آمریکا رفت. در سال ۱۹۸۳ شکریه رعد عالمی به بخش سرویس فارسی‌دری صدای آمریکا به عنوان ویرایشگر و تهیه‌کننده پیوست و تا سال ۲۰۰۳ فعالیت کرد و گاهن تا سال‌های بعد با صدای آمریکا همکاری می‌نمود. دو تا از پسران عالم‌خان، سید امیر خان عالمی و سید اکبر عالمی هم در بخش فارسی‌دری صدای آمریکا کار می‌کردند.
به روایت یک روزنامه‌نگار تاجیک، بیش از ۳۰۰ تن فرزند و نوهٔ امیر عالم‌خان در افغانستان، ایران، آمریکا، آلمان، ترکیه و روسیه زندگی می‌کنند. جالب آن است که فرزندان امیر در سرتاسر جهان خود را تاجیک می‌نامند و به تبار تاجیکی خود افتخار می‌کنند.